# Mystacina robusta
Espèce
Statut de conservation UICN

PED : Peut-être éteint
Mystacina robusta est une espèce de chauve-souris de la famille des Mystacinidae.

## Distribution
Cette espèce est endémique de Nouvelle-Zélande. Elle n'a pas été observée depuis 1965,.

## Publication originale
- (en) Dwyer, 1962 : Studies of two New Zealand bats. Zoology Publications from Victoria University of Wellington, vol. 28, p. 1-28.